# Макіес (Вашингтон)
Макіес (англ. Machias) — переписна місцевість (CDP) в США, в окрузі Сногоміш штату Вашингтон. Населення — 1264 особи (2020).

## Географія
Макіес розташований за координатами 47°59′30″ пн. ш. 122°3′6″ зх. д. / 47.99167° пн. ш. 122.05167° зх. д. (47.991672, -122.051542).  За даними Бюро перепису населення США в 2010 році переписна місцевість мала площу 6,33 км², уся площа — суходіл.

## Демографія
Згідно з переписом 2010 року, у переписній місцевості мешкало 1178 осіб у 412 домогосподарствах у складі 313 родин. Густота населення становила 186 осіб/км².  Було 433 помешкання (68/км²).
Расовий склад населення:
| - 92,4 % — білих - 2,5 % — азіатів - 1,1 % — корінних американців - 0,2 % — чорних або афроамериканців - 1,2 % — осіб інших рас |

До двох чи більше рас належало 2,6 %. Частка іспаномовних становила 3,0 % від усіх жителів.
За віковим діапазоном населення розподілялося таким чином: 26,7 % — особи молодші 18 років, 65,1 % — особи у віці 18—64 років, 8,2 % — особи у віці 65 років та старші. Медіана віку мешканця становила 38,7 року. На 100 осіб жіночої статі у переписній місцевості припадало 109,2 чоловіків;  на 100 жінок у віці від 18 років та старших — 110,7 чоловіків також старших 18 років.
Середній дохід на одне домашнє господарство  становив 79 646 доларів США (медіана — 65 375), а середній дохід на одну сім'ю — 86 998 доларів (медіана — 80 521). Медіана доходів становила 49 688 доларів для чоловіків та 62 917 доларів для жінок. За межею бідності перебувало 3,3 % осіб, у тому числі 0,0 % дітей у віці до 18 років та 0,0 % осіб у віці 65 років та старших.
Цивільне працевлаштоване населення становило 479 осіб. Основні галузі зайнятості: освіта, охорона здоров'я та соціальна допомога — 29,2 %, виробництво — 23,0 %, транспорт — 11,7 %, публічна адміністрація — 8,8 %.